# متیل ارگونوین
متیل ارگونوین (به انگلیسی: Methylergonovine)
رده درمانی: داروهای انقباض رحمی
اشکال دارویی: قرص، آمپول
نام تجاری: مترژن

## موارد مصرف
متیل ارگونوین به‌منظور پیشگیری و درمان خون‌ریزی پس از زایمان یا سقط جنین به‌کار برده می‌شود. در درمان سقط ناقص نیز ممکن است به‌کار برده شود. ترکیبات ارگونوین در درمان میگرن نیز نقش دارند.

## مکانیسم اثر
متیل ارگونوین عضله رحم را مستقیماً تحریک می‌کند. انقباض دیواره ‌رحم و اطراف رگ‌های خون‌ریزی دهنده درمحل جفت سبب توقف خون‌ریزی می‌شود. متیل ارگونوین شبیه دیگر آلکالوئیدهای ارگوت، باتحریک گیرنده‌های سروتونین و آلفا آدرنرژیک سبب انقباض عروق ‌سرخرگی می‌شود. اثرات اکسیتوسیک ‌متیل ارگونوین بیش از اثرات عروقی آن ‌می‌باشد.

## عوارض جانبی
مهمترین عوارض جانبی دارو شامل آهسته‌ شدن ضربان قلب، درد قفسه سینه، واکنش‌های آلرژیک، اسپاسم‌ عروق محیطی، تهوع و استفراغ (خصوصاً پس از تزریق داخل وریدی)، درد معده یا شکم، اسهال، سرگیجه، تعریق و وزوز گوش می‌باشند.